# Isenfluh
Isenfluh (toponimo tedesco) è una frazione di 62 abitanti del comune svizzero di Lauterbrunnen, nel Canton Berna (regione dell'Oberland, circondario di Interlaken-Oberhasli).

## Storia

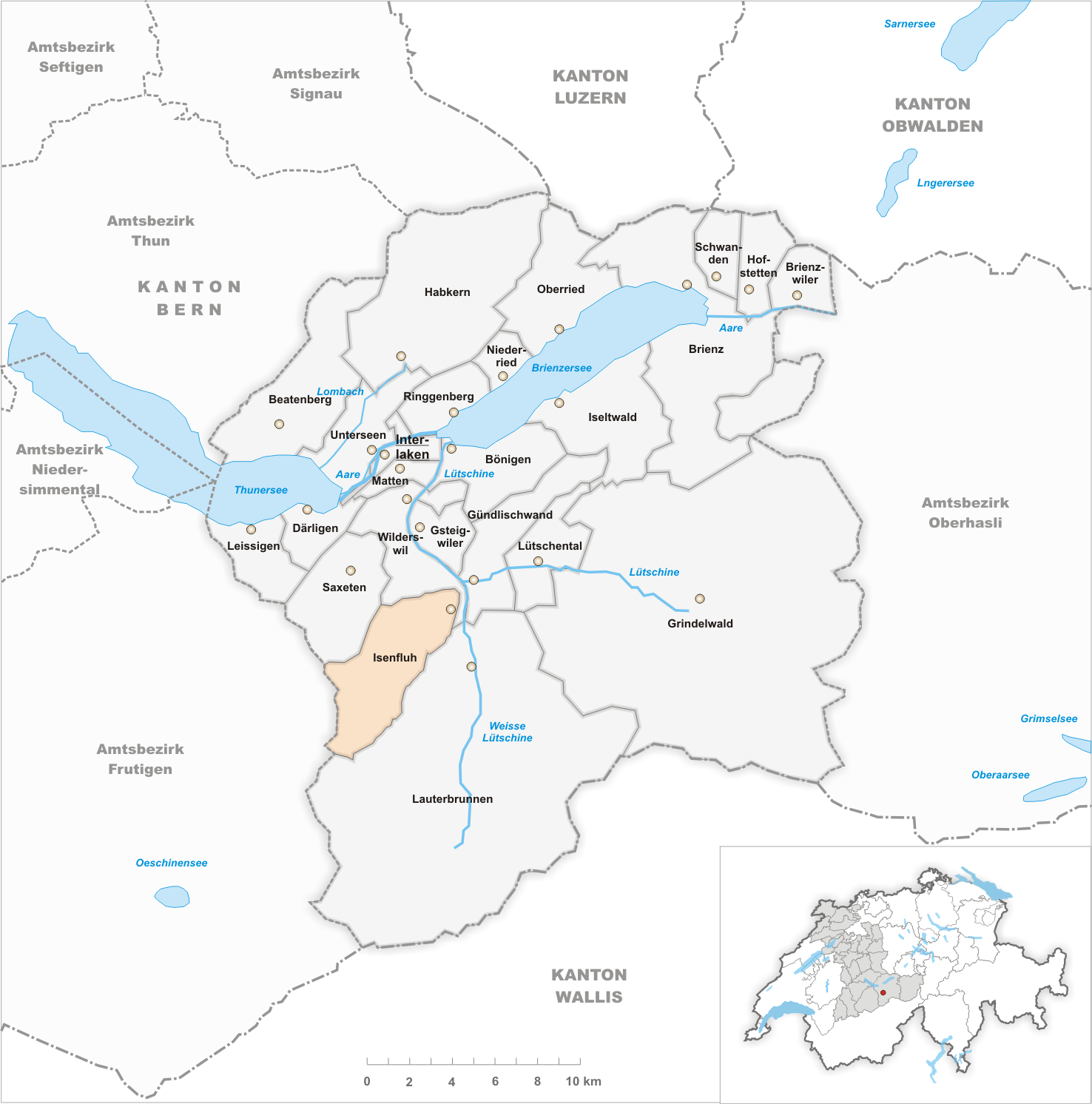
Il territorio del comune di Isenfluh prima degli accorpamenti comunali del 1973

Già comune autonomo che apparteneva al distretto di Interlaken, che si estendeva per 24,0 km² e che comprendeva anche la frazione di Sulwald, nel 1973 è stato accorpato a Lauterbrunnen.

## Società

### Evoluzione demografica
L'evoluzione demografica è riportata nella seguente tabella:
Abitanti censiti

## Amministrazione
Ogni famiglia originaria del luogo fa parte del cosiddetto comune patriziale e ha la responsabilità della manutenzione di ogni bene ricadente all'interno dei confini del comune.